# Подольский слепыш
Подольский слепыш (лат. Spalax zemni) — вид млекопитающих из семейства слепышовых отряда грызунов. Эндемик Украины.

## Описание
Подольский слепыш такого же размера как и обыкновенный слепыш, аловидом которого он является: длина тела до 23 см (по другим данным, до 28 см), ступни — до 3 см, хвоста — до 3 см, хвост почти незаметен. Форма тела приспособлена к подземному роющему образу жизни: туловище вальковатое, ушных раковин нет, глаза скрыты под кожей. Всегда заметные резцы от ротовой полости изолированы внутренними выростами губ. Шерсть густая и мягкая, от светло-палевого до бурого окраса.
Количество хромосом в кариотипе 2n = 62 (у обыкновенного слепыша 2n = 60).

## Ареал
В настоящее время подольский слепыш является эндемиком Правобережной Украины. Ранее он был распространен несколько шире, обитал также в Молдавии и Польше, но в Молдавии и на части Правобережной Украины исчез уже в раннеисторическое время, будучи вытесненным малым слепышом (Nannospalax leucodon), активно расселявшимся к западу. В Польше и на большей части Западной Украины подольский слепыш исчез на протяжении последнего столетия. Сохранившаяся в центральной и юго-западной частях Украины причерноморская популяция выглядит стабильной и достаточно многочисленной. Ареал вида в настоящее время на севере ограничен рекой Припять, на западе — рекой Сан, верхним течением Днестра и Южным Бугом, на востоке — правым берегом Днепра. На юге подольский слепыш распространен вплоть до побережья Чёрного моря.
Популяции подольского слепыша фрагментированы, поскольку колонии этих животных разбросаны на достаточно большом пространстве и встречаются мозаически. Поэтому фактическая площадь территории обитания намного меньше, чем указанный диапазон распространения.

## Места обитания
Населяет более разнообразные, чем обыкновенный слепыш, местообитания. Обитает в степях и лесостепях, на севере заходит в южную часть лесной зоны, где встречается достаточно спорадически. Основная среда обитания подольского слепыша — целинные степи. Однако он не избегает полезащитных лесополос, лесных опушек и непосредственно лесных массивов, а также различных сельскохозяйственных угодий, встречаясь на разреженных посевах сельскохозяйственных культур, обочинах дорог и приусадебных участках. Может встречаться на песчаных участках, в частности, на закреплённых песках боровых террас. Был обнаружен на бывших военных полигонах. Посевов многолетних трав, по одним данным, избегает, по другим, — его численность там, например, в Буковинской лесостепи, может достигать 15 особей на гектар. В целом же в настоящее время плотность популяции вида в оптимальных биотопах составляет около 1—8 особей на 1 га.

## Образ жизни
Высокоспециализированный землерой, ходы прокладывает с помощью хорошо развитых резцов. Живёт поодиночке в норах сложного устройства: горизонтальные ходы расположены на небольшой глубине — от 13 до 21 см, вертикальные же могут уходить на глубину до 2,75 метра, они ведут к жилым и гнездовым камерам, хранилищ для запасания корма и отнорков различного назначения. При этом общая длина ходов может составлять от 10 до 275 метров. Выбросы почвы совершает на расстоянии от 20 см до 11,75 метра один от другого. На территории норы одного слепыша бывает до 217 таких выбросов.
Слепыши живут колониями из нескольких десятков особей.
Совершает сезонные миграции, связанные с поиском корма и глубиной промерзания почвы.

## Питание
Подольский слепыш, как и все грызуны, растительнояден: питается корнями, корневищами, стеблями и побегами травянистых растений, кустарников и деревьев, в частности люцерны, цикория, видов семейств вьюнковых и мальвовых, проростков дуба, шелковицы, акации и других.

## Размножение
Детёныши появляются один раз в год, в феврале — начале марта. В помёте от 1 до 5 детёнышей.

## Классификация
Подвидов не образует, представлен одним номинативным подвидом.

## Охрана
Данных о численности вида нет. Исходя из сильной фрагментированности ареала и изолированности популяций, в 2000-х годах учёные прикидочно оценивали общую численность вида примерно в десять тысяч особей.
В целом подольский слепыш уже с конца XIX века считается редким видом на всём своём ареале. Основные причины уменьшения численности: сокращение пригодных для обитания степных территорий и высокая мозаичность поселений этих животных, которая непременно приводит к инбридингу.
Подольский слепыш занесен в Красную книгу Украины как недостаточно изученный вид. Его охрана не проводится ни в одном заповеднике. В целом на охраняемых территориях он, по-видимому, не встречается, за исключением, вероятно, национального парка Подольские Товтры. Для сохранения вида рекомендуется охрана мест его постоянного пребывания и непосредственно крупных колоний. Сведений о размножении и разведении этого вида в неволе нет. Хозяйственного и коммерческого значения подольский слепыш не имеет.
Занесен в Красный список Международного союза охраны природы и природных ресурсов как уязвимый вид.